# Cratere Ghanim
Ghanim è un cratere sulla superficie di Encelado.